# Taufbecken St-Pierre (Avon, Seine-et-Marne)

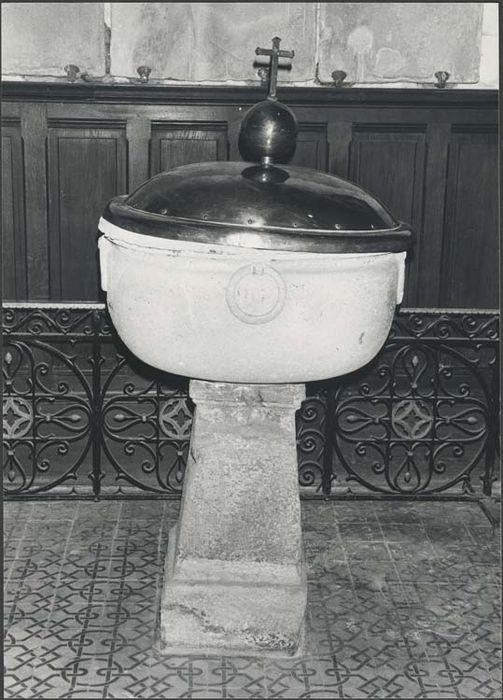
Taufbecken in Avon

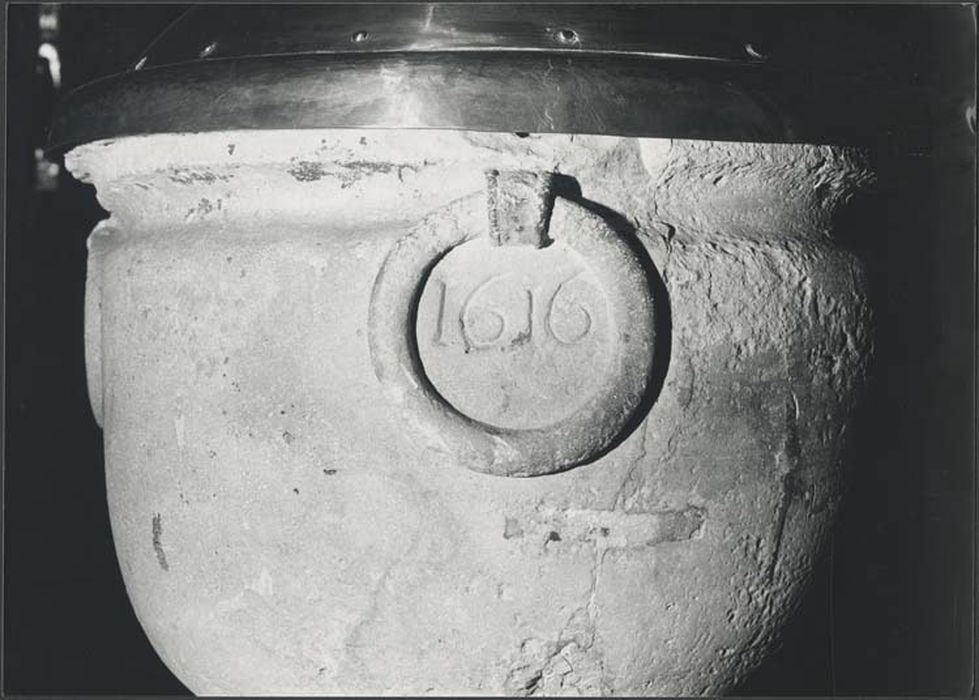
Detail mit der Jahreszahl 1616

Das Taufbecken in der Kirche St-Pierre in  Avon, einer französischen Gemeinde im Département Seine-et-Marne in der Region Île-de-France, wurde 1616 geschaffen.  
Im Jahr 1986 wurde das Taufbecken als Monument historique in die Liste der geschützten Objekte (Base Palissy) in Frankreich aufgenommen.
Das 1,20 Meter hohe Taufbecken steht auf einem quadratischen Sockel, an allen vier Seiten des Beckens sind Ringe skulptiert. In einem ist die Jahreszahl 1616 und in einem anderen das Monogramm IG angebracht.  
Die Abdeckung aus Kupfer mit einem Patriarchenkreuz stammt aus moderner Zeit.